# Hemstedt
Hemstedt ist ein Ortsteil der gleichnamigen Ortschaft der Hansestadt Gardelegen im Altmarkkreis Salzwedel in Sachsen-Anhalt, Deutschland.

## Geografie

### Lage
Hemstedt, ein Straßendorf mit Kirche, liegt rund fünf Kilometer nordöstlich der Altstadt von Gardelegen an der Landesstraße 27 in der Altmark. Im Süden fließt der Hemstedter Graben nach Westen in die Milde.

### Gliederung
Zur Ortschaft Hemstedt gehören die Ortsteile Hemstedt und Lüffingen.

## Geschichte

### Mittelalter bis Neuzeit
Hemstedt ist ursprünglich als Straßendorf angelegt worden, wie aus im Urmesstischblatt von 1823 zu erkennen ist.
Die erste urkundliche Erwähnung stammt aus dem Jahre 1350 als der der Knappe Moweryn einen Hermann de Hemstede, Bürger zu Gardelegen, mit Hebungen aus Bunemanns Hof in villa Hemstede belehnt. Weitere Nennungen sind 1457 Hempstede, 1484 hemmenstede, 1687 Hembstedt und schließlich 1804 Hemstedt.
Im Jahre 1608 gehörte das Dorf im Beritt Tangermünde dem Kloster Neuendorf. Während des Dreißigjährigen Krieges wurde das Dorf im Jahre 1644 vollständig zerstört.
Bei der Bodenreform wurden im Jahre 1945 88 Besitzungen unter 100 Hektar mit zusammen 799 Hektar erfasst, darunter zwei Gemeindebesitzungen mit zusammen neun Hektar. Aus der Bodenreform erhielt ein Umsiedler 4,2 Hektar.
1948 gab es daraus 10 Erwerber, davon fünf Neusiedler. Im Jahre 1959 entstand die erste Landwirtschaftliche Produktionsgenossenschaft vom Typ III, die  LPG „Vorwärts“.

### Eingemeindungen
Am 1. Januar 1974 wurde die Gemeinde Lüffingen aus dem Kreis Gardelegen nach Hemstedt eingemeindet. Am 1. Juli 1994 wurde die Gemeinde Hemstedt aus dem Kreis Gardelegen in den Altmarkkreis Salzwedel umgegliedert. Die Gemeinde Hemstedt gehörte zur Verwaltungsgemeinschaft Gardelegen Stadt.
Durch einen Gebietsänderungsvertrag beschloss der Gemeinderat der Gemeinde Hemstedt am 13. November 2008, dass die Gemeinde Hemstedt in die Hansestadt Gardelegen eingemeindet wird. Dieser Vertrag wurde vom Landkreis als unterer Kommunalaufsichtsbehörde genehmigt und trat am 1. Juli 2009 in Kraft.
Nach Eingemeindung der bisher selbstständigen Gemeinde Hemstedt wurden Hemstedt und Lüffingen Ortsteile der Hansestadt Gardelegen. Für die eingemeindete Gemeinde wurde die Ortschaftsverfassung nach den §§ 86 ff. Gemeindeordnung Sachsen-Anhalt eingeführt. Die eingemeindete Gemeinde Hemstedt und künftigen Ortsteile Hemstedt und Lüffingen wurden zur Ortschaft der aufnehmenden Hansestadt Gardelegen. In der eingemeindeten Gemeinde und nunmehrigen Ortschaft Hemstedt wurde ein Ortschaftsrat mit acht Mitgliedern einschließlich Ortsbürgermeister gebildet.

### Frühere Eingemeindungen
Nach Angaben der Stadt Gardelegen bilden Hemstedt und Lüffingen bereits seit der Gebietsreform im Jahre 1950 eine Einheit. In den vier Verordnungen zu den Gebietsreformen in Sachsen-Anhalt im Jahre 1950 sind die beiden Gemeinden jedoch nicht aufgeführt.

### Einwohnerentwicklung
| Jahr | Einwohner |
| ---- | --------- |
| 1734 | 188       |
| 1772 | 086       |
| 1790 | 200       |
| 1798 | 182       |
| 1801 | 184       |
| 1818 | 220       |

| Jahr | Einwohner |
| ---- | --------- |
| 1840 | 243       |
| 1864 | 298       |
| 1871 | 290       |
| 1885 | 296       |
| 1892 | [00]288   |
| 1895 | 280       |

| Jahr | Einwohner |
| ---- | --------- |
| 1900 | [00]281   |
| 1905 | 285       |
| 1910 | [00]300   |
| 1925 | 322       |
| 1939 | 288       |
| 1946 | 442       |

| Jahr | Einwohner |
| ---- | --------- |
| 1964 | 288       |
| 1971 | 260       |
| 1981 | 388       |
| 1993 | 350       |
| 2006 | 294       |
| 2012 | [00]180   |

| Jahr | Einwohner |
| ---- | --------- |
| 2016 | 178       |
| 2021 | [0]184    |
| 2022 | [0]181    |

Quelle, wenn nicht angegeben, bis 2006:

## Religion
Die evangelische Kirchengemeinde Hemstedt gehörte früher zur Pfarrei Lüffingen. Seit 1982 wurde die Kirchengemeinde zusammen mit Lüffingen von der Kirchengemeinde Lindstedt verwaltet. Seit 2007 gehört sie zum Kirchspiel Lindstedt im Pfarrbereich Lindstedt des Kirchenkreises Salzwedel im Propstsprengel Stendal-Magdeburg der Evangelischen Kirche in Mitteldeutschland. Bis 1998 hatte die Kirchengemeinde zum Kirchenkreis Gardelegen gehört.
Bis 1998 hatte die Kirchengemeinde zum Kirchenkreis Gardelegen gehört.

## Kultur und Sehenswürdigkeiten
- Die evangelische Dorfkirche in Hemstedt ist ein rechteckiger romanisierender Feldsteinsaal mit eingezogenem, halbkreisförmig geschlossenem Chor von 1832. Der quadratische Backsteinturm mit achteckiger Spitze über dem Westteil ist eine spätere Zutat.[3]
- Der Friedhof des Dorfes befindet sich auf dem Kirchhof.

## Vereine
- Tischtennisclub Hemstedt e. V.